# Della Reese
Della Reese, właśc. Delloreese Patricia Early (ur. 6 lipca 1931 w Detroit, zm. 19 listopada 2017 w Los Angeles) – amerykańska piosenkarka i aktorka. 

## Prace telewizyjne
- Drużyna A (22 października 1985)
- Della (1969–1970)
- The Voyage of the Yes (1973)
- Twice in a Lifetime (1974)
- Cop on the Beat (1975)
- Nightmare in Badham County (1976)
- Chico and the Man (1976–1978)
- Welcome Back, Kotter (1979, zastępca Gabe'a Kaplana)
- It Takes Two (1982–1983)
- The Gift of Amazing Grace (1986)
- Charlie & Co. (1986)
- The Kid Who Loved Christmas (1990)
- The Royal Family (1991–1992)
- You Must Remember This (1992, głos)
- Dotyk anioła (1994–2003)
- A Match Made in Heaven (1997)
- Miracle in the Woods (1997)
- Emma's Wish (1998)
- Mama Flora's Family (1998)
- The Secret Path (1999)
- Having Our Say: The Delany Sisters' First 100 Years (1999)
- Anya's Bell (1999)
- The Moving of Sophia Myles (2000)
- That's So Raven in "The Four Aces" (epizod) (2006)

## Filmografia
- Let's Rock (1958)
- Psychic Killer (1975)
- Harlem Nights (1989)
- The Distinguished Gentleman (1992)
- A Thin Line Between Love and Hate (1996)
- Journey to a Hate Free Millennium (1999, film dokumentarny, gawędziarz)
- Dinozaur (2000, głos)
- Beauty Shop (2005)

## Dyskografia
- Della [Expanded] (2002)
- Legendary (2001)
- Sure Like Lovin' You (2000)
- The Collection (1998)
- My Soul Feels Better Right Now (1998)
- Voice of an Angel (1996)
- And Brilliance (1990)
- Black Is Beautiful (1970)
- One More Time (1967)
- Della Reese Live (1966)
- I Like It Like Dat! (1965)
- C'mon and Hear (1964)
- Della Reese at Basin Street East (1964)
- Waltz with Me (1963)
- The Classic Della (1962)
- Della Reese on Stage (1962)
- Della Della Cha-Cha-Cha (1961)
- Special Delivery (1961)
- Della by Starlight (1960)
- Della (1960)
- What Do You Know About Love? (1959)
- And That Reminds Me (1959)
- Amen (1958)